# 2008–2009-es magyar női vízilabda-bajnokság
A 2008–2009-es magyar női vízilabda-bajnokság a huszonhatodik magyar női vízilabda-bajnokság volt. A bajnokságban nyolc csapat indult el, a csapatok két kört játszottak, majd az 1-4. és az 5-8. helyezettek egymás közt még két kört. Az alapszakasz után a csapatok play-off rendszerben játszottak a végső helyezésekért.

## Alapszakasz
| #  | Csapat                           | M  | Gy | D | V  | G+  | G-  | P  |
| -- | -------------------------------- | -- | -- | - | -- | --- | --- | -- |
| 1. | Dunaújvárosi Főiskola-ELCO-DVCSH | 20 | 17 | 2 | 1  | 238 | 146 | 53 |
| 2. | Domino-Bp. Honvéd-POLO           | 20 | 17 | 0 | 3  | 291 | 120 | 51 |
| 3. | Hungerit-Metalcom-Szentesi VK    | 20 | 10 | 3 | 7  | 195 | 150 | 33 |
| 4. | ZF-Egri VK                       | 20 | 6  | 3 | 11 | 197 | 206 | 21 |
|    |                                  |    |    |   |    |     |     |    |
| 5. | Újpesti TE-Jégcsillag            | 20 | 9  | 3 | 8  | 187 | 169 | 30 |
| 6. | BVSC-Turbo                       | 20 | 9  | 2 | 9  | 155 | 181 | 29 |
| 7. | Héraklész Utánpótlás-válogatott  | 20 | 5  | 1 | 14 | 161 | 204 | 16 |
| 8. | Angyalföldi SI                   | 20 | 0  | 0 | 20 | 82  | 330 | 0  |

* M: Mérkőzés Gy: Győzelem D: Döntetlen V: Vereség G+: Dobott gól G-: Kapott gól P: Pont

## Rájátszás

### 1–4. helyért
Elődöntő: Dunaújvárosi Főiskola-ELCO-DVCSH–ZF-Egri VK 14–10, 14–4 és Domino-Bp. Honvéd POLO–Hungerit-Metalcom-Szentesi VK 13–5, 6–3
Döntő: Dunaújvárosi Főiskola-ELCO-DVCSH–Domino-Bp. Honvéd POLO SC 11–7, 12–8, 3–8, 7–11, 7–6
3. helyért: Hungerit-Metalcom-Szentesi VK–ZF-Egri VK 9–11, 6–10

### 5–8. helyért
5–8. helyért: Újpesti TE-Jégcsillag–Angyalföldi SI 15–3, 14–5 és BVSC-Turbo–Héraklész Utánpótlás-válogatott 11–10, 8–5
5. helyért: Újpesti TE-Jégcsillag–BVSC-Turbo 6–5, 9–5
7. helyért: Héraklész Utánpótlás-válogatott–Angyalföldi SI 8–4, 9–4
A bajnok Dunaújváros játékoskerete: Andresz Ivett, Ács Tímea, Benkő Nóra, Benkő Tímea, Berta Blanka, Brávik Fruzsina, Huszka Zsuzsanna, Kasó Orsolya, Kovács Dóra, Papalexisz Petra, Pavuk Regina, Poszkoli Rita, Primász Ágnes, Sós Ildikó, Szűcs Gabriella, Tóth Martina, Tóth Petra, Zsámbok Lili, edző: Mihók Attila
Az ezüstérmes Honvéd játékoskerete: Gyöngyössy Éva, Györe Anett, Keszthelyi Rita, Kisteleki Dóra, Kotsidou Nikoletta, Kövesdi Vivien, Horváth Patricia, Menczinger Melinda, Menczinger Katalin, Németh Edit, Pardo Anna,	Péteri Eszter, Takács Orsolya, Tóth Ildikó, Valkai Ágnes, Zantleitner Krisztina, edző: Györe Lajos
A bronzérmes Eger játékoskerete: Antal Dóra, Balla Ágnes, Bene Kinga, Fekete Krisztina, Jancsó Patrícia, Jenes Janka, Kisbakonyi Blanka, Kling Szandra, Miroslava Ziakova, Pócsi Bianka, Rudinszky Krisztina, Serfőző Krisztina, Szabó Ivett, Szeredi Krisztina, Vályi Fanni, Varga Renáta, Veréb Alexandra, edző: Kelemen Attila

## A góllövőlista élmezőnye
|     | Gól | Játékos         | Csapat                |
| --- | --- | --------------- | --------------------- |
| 1.  | 74  | Kisteleki Dóra  | Bp. Honvéd            |
| 2.  | 74  | Primász Ágnes   | Dunaújvárosi Főiskola |
| 3.  | 59  | Antal Dóra      | Egri VK               |
| 4.  | 56  | Keszthelyi Rita | Bp. Honvéd            |
| 5.  | 53  | Brávik Fruzsina | Dunaújvárosi Főiskola |
| 6.  | 50  | Jancsó Patrícia | Egri VK               |
| 7.  | 43  | Szűcs Gabriella | Dunaújvárosi Főiskola |
| 8.  | 38  | Györe Anett     | Bp. Honvéd            |
| 9.  | 37  | Benkő Nóra      | Dunaújvárosi Főiskola |
| 10. | 37  | Győri Eszter    | Szentesi VK           |